# Le Heaulme
Le Heaulme é uma comuna francesa na região administrativa da Ilha de França, no departamento do Vale do Oise. Estende-se por uma área de 1.96 km². Em 2010 a comuna tinha 209 habitantes (densidade: 106,6 hab./km²).